# Arttu Hoskonen
Arttu Hoskonen (* 16. April 1997 in Kaarina, Finnland) ist ein finnischer Fußballspieler. Er spielt zurzeit für den polnischen Erstligisten KS Cracovia. Seine Hauptposition ist die Innenverteidigung.

## Karriere

### Verein
Seine Karriere begann Hoskonen in der Jugendabteilung von Inter Turku. Hier gelang im auch 2015 der Sprung in den Profikader. Bis zur Saison 2021 absolvierte er 88 Spiele für den Verein in der Veikkausliiga. Zum Anfang der Saison 2022 wechselte er zum HJK Helsinki. Insgesamt kam er dort auf 16 Einsätze, wobei er 2 Tore erzielen konnte. Im Januar 2023 folgte schließlich der Wechsel ins Ausland zu KS Cracovia nach Polen. 

### Nationalmannschaft
Im September 2022 wurde er das erste Mal in den Kader für die finnische Fußballnationalmannschaft nominiert. Der erste Länderspieleinsatz gelang ihm schließlich beim Freundschaftsspiel gegen die Auswahl Nordmazedoniens im November 2022.